# Родота, Стефано
Стефано Родота (итал. Stefano Rodotà; 30 мая 1933, Козенца, Калабрия — 23 июня 2017, Рим) — итальянский юрист и политик.

## Биография
Выходец из семьи, представляющей албанское меньшинство в Италии (арбереши Калабрии), учился в лицее имени Бернардино Телезио, в 1955 году окончил Римский университет Ла Сапиенца. Брат бывшего президента Европейского космического агентства Антонио Родота и отец журналистки Corriere della Sera Марии Лауры Родота.
Будучи членом Радикальной партии со времён председательства её основателя Марио Паннунцио, в 1976 и 1979 годах отказывался баллотироваться в Парламент по предложению Марко Паннелла, но в 1979 году стал депутатом как независимый кандидат по списку ИКП и состоял в парламентской комиссии по расследованию обстоятельств похищения и гибели Альдо Моро, в 1983 и 1987 годах был переизбран и работал в Смешанной двухпалатной комиссии по институциональным реформам (Commissione Bicamerale per le Riforme Istituzionali). В 1989 году коммунисты предложили кандидатуру Родота на должность министра юстиции в теневом кабинете Акилле Оккетто, в том же году был избран в Европейский парламент, но отказался от депутатского места, а позднее стал председателем ДПЛС. В качестве представителя своей новой партии в 1992 году вновь был избран в парламент и занял должность заместителя председателя Палаты депутатов. Поскольку в первом туре выборов председателя нижней палаты парламента Родота был поддержан своей партийной фракцией, а 3 июня 1992 года она предпочла выдвижение Джорджо Наполитано, Родота в знак протеста против отказа партии от необходимых перемен, ушёл в отставку с должности председателя партии. С 1979 по 1992 год в Палате VIII, IX и X созывов Родота входил во фракцию независимых левых, а в 1992—1994 годах в парламенте XI созыва — во фракцию ДПЛС.
В качестве приглашённого профессора преподавал в Колледже Всех Душ Оксфордского университета, в юридической школе Стэнфордского университета, на юридическом факультете университета Пантеон-Сорбонна в Париже, а также в нескольких других высших учебных заведениях. С 1966 года преподавал гражданское право в Римском университете, в 1970 году основал журнал «Правовая политика» (Politica del diritto). В 1997 году возглавил независимую структуру по защите персональных денных (Garante per la protezione dei dati personali) и оставался на этой должности до 2005 года. Один из авторов Хартии Европейского союза по правам человека, одобренной Советом Европы в Ницце в 2000 году. В 2000—2004 годах возглавлял европейскую группу по защите персональных данных, является членом Европейской группы по этике в науке и новых технологиях (European group on ethics in science and new technologies), Совета по рыночной информации (Board for market information) Европейской комиссии.
В президентских выборах 2006 года Родота добился лишь крайне незначительных результатов, но в 2013 году входил в число основных претендентов. В первом туре голосования на совместном заседании обеих палат парламента 18 апреля 2013 года он получил 240 голосов, уступив только Франко Марини (540 голосов), во втором туре победил (230 голосов), но не получил необходимого квалифицированного большинства. В третьем туре 19 апреля вновь одержал верх с результатом 250 голосов, а в четвёртом позднее в тот же день с 213 голосами уступил только Романо Проди (395 голосов). 20 апреля в пятом туре Родота с результатом 210 голосов далеко обошёл оставшегося вторым Джорджо Наполитано (20 голосов), но 425 бюллетеней остались незаполненными, а в шестом туре в тот же день Наполитано одержал окончательную победу с результатом 718 голосов (Родота остался вторым — 213 голосов). Электоральную основу Родота составили депутаты и сенаторы Движения пяти звёзд, но сам он никогда себя с ним не ассоциировал. Представители Демократической партии обращались к Родота с просьбой добровольно снять свою кандидатуру после того, как из-за его высоких результатов было сорвано избрание Франко Марини и Романо Проди, но тот отказался, и Наполитано в качестве компромиссной фигуры стал первым в истории Италии переизбранным президентом Республики.
Занимался продвижением законодательного признания права на доступ в Интернет в Италии неотъемлемым правом человека.
Умер в Риме 23 июня 2017 года.

## Избранные труды
- Идеологии и техники в реформе гражданского права (Ideologie e tecniche nella riforma del diritto civile, 1967);
- Источники дополнения контракта (Le fonti di integrazione del contratto, 1969);
- В поисках свободы (Alla ricerca della libertà, 1978);
- Ужасное право. Исследования частной собственности (Il terribile diritto. Studi sulla proprietà privata, 1981);
- Комментарий к Конституции. Экономические отношения (ст.ст. 41-44) (Commentario alla Costituzione. I rapporti economici (artt. 41-44), 1981);
- Реестр конца века (Repertorio di fine secolo, 1992);
- Свобода и права в Италии: от объединения до наших дней (Libertà e diritti in Italia: dall’Unità ai giorni nostri, 1997);
- О началах Конституции (Alle origini della Costituzione, 1998);
- Интервью о неприкосновенности частной жизни и свободе (Intervista su privacy e libertà, 2005);
- Жизнь и правила: между правом и его отсутствием (La vita e le regole: tra diritto e non diritto, 2006);
- От подданного к личности (Dal soggetto alla persona, 2007);
- Права и свобода в истории Италии (Diritti e libertà nella storia d’Italia, 2011);
- Похвала морализму (Elogio del moralismo, 2011);
- Право иметь права (Il diritto di avere diritti, 2012);
- Мир в сети. Каковы права, каковы ограничения (Il mondo nella rete. Quali i diritti, quali i vincoli, 2014);
- Солидарность. Необходимая утопия (Solidarietà. Un’utopia necessaria, 2014).